# مطر بن لاحج
مطر بن لاحج (مواليد 1968) هو فنان إماراتي من دبي يعمل في مجالات الرسم والتصوير والنحت. أسس معرض مرسم مطر، الذي يعد أول معرض فني في دولة الإمارات العربية المتحدة يُدار بواسطة فنان. بالإضافة إلى ذلك، يعد بن لاحج الفنان والخطاط المسؤول عن واجهة متحف المستقبل، وهو واحد من أبرز المعالم المعمارية في دبي، ويوصف بأنه "المبنى الوحيد الذي يتحدث العربية"

واجهة متحف المستقبل

## معارض جماعية
- 2015 معرض سكة الفني، دبي، الإمارات العربية المتحدة
- 2013 التعبيرات الإماراتية، جزيرة السعديات، الإمارات العربية المتحدة [3]
- 2012 الهوية السائلة، البندقية، إيطاليا
- 2012 سيجنتشر، المنامة، البحرين
- 2012 الانطباع الأول، لوديانا، الهند
- 2011 آرت دبي، دبي، الإمارات العربية المتحدة
- 2010 مهرجان أسيلا المغرب
- 2010 واشنطن العاصمة، الولايات المتحدة الأمريكية
- 2009 فن أبوظبي، الإمارات العربية المتحدة
- 2009 التعبيرات الإماراتية، جزيرة السعديات، الإمارات العربية المتحدة
- 1996 بينالي الشارقة، الشارقة، الإمارات العربية المتحدة

## المعارض الفردية
- مؤشر 2012، دبي، الإمارات العربية المتحدة
- مؤشر 2011، دبي، الإمارات العربية المتحدة
- 2010 إسطنبول المعاصرة، تركيا
- الأيام الثقافية الإماراتية 2009، ألمانيا
- 2009 «حركة السكون» صالة مطر، دبي.
- 2008 «أبوظبي بالألوان» أرض المعارض، أبو ظبي